# Little Nell's Tobacco
Little Nell's Tobacco è un cortometraggio muto del 1910 diretto da Thomas H. Ince. Al suo primo film, Ince firma anche la sceneggiatura. Protagonisti della storia, una diciottenne Mary Pickford e Hayward Mack, anche lui al suo debutto cinematografico. Attore del muto, la sua carriera si concluderà nei primissimi anni venti.

## Produzione
Il film fu prodotto dall'Independent Moving Pictures Co. of America (IMP). È l'esordio come regista cinematografico per Thomas H. Ince.

## Distribuzione
Il film - un cortometraggio in a una bobina - uscì nelle sale il 22 dicembre 1910, distribuito dalla Motion Picture Distributors and Sales Company.